# Schnegaer Mühlenbachtal
Das Schnegaer Mühlenbachtal ist ein Naturschutzgebiet in den niedersächsischen Gemeinden Bergen an der Dumme, Clenze und Schnega in der Samtgemeinde Lüchow (Wendland) im Landkreis Lüchow-Dannenberg.
Das Naturschutzgebiet mit dem Kennzeichen NSG LÜ 283 ist 480 Hektar groß. Es ist größtenteils Bestandteil des FFH-Gebietes „Landgraben und Dummeniederung“. Ein 28 Hektar großer Bereich im Osten des Naturschutzgebietes zwischen Kassau und Jiggel ist darüber hinaus Bestandteil des EU-Vogelschutzgebietes „Landgraben und Dummeniederung“ und ein 24 Hektar großer Bereich nordwestlich Bergen an der Dumme Bestandteil des EU-Vogelschutzgebietes „Drawehn“. Im Osten grenzt das Naturschutzgebiet „Schnegaer Mühlenbachtal“ an das Naturschutzgebiet „Obere Dummeniederung“.

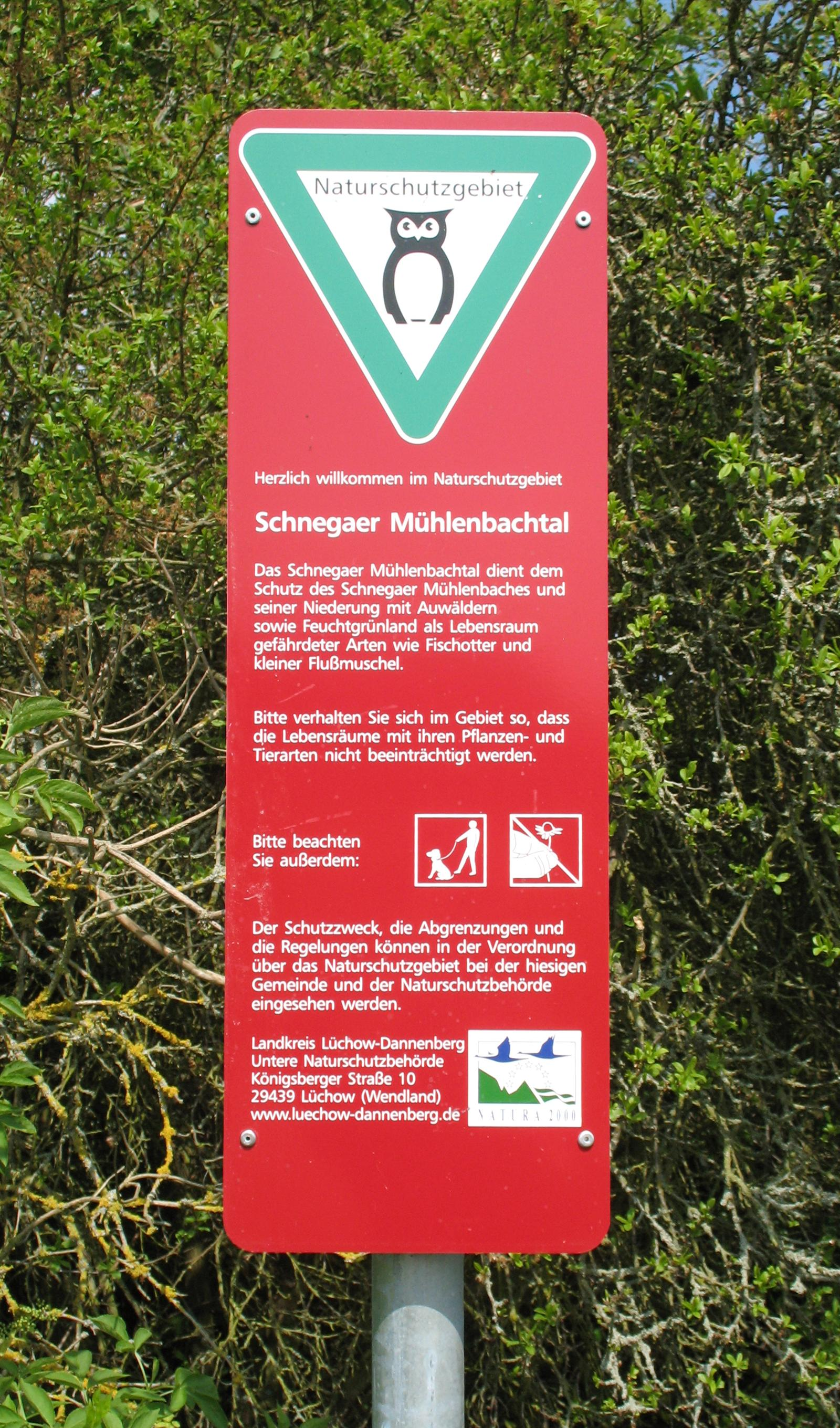
Hinweisschild nahe Schnega-Gledeberg

Das Naturschutzgebiet liegt nördlich und westlich von Bergen an der Dumme innerhalb des Naturparks Wendland.Elbe. Es erstreckt sich von Molden bis Jiggel und stellt den Schnegaer Mühlenbach mit seiner Niederung und dem streckenweise engen Talraum sowie einigen Zuflüssen unter Schutz. In Schnega und Wöhningen beschränkt sich das Naturschutzgebiet auf den Bachlauf und einen schmalen Uferstreifen.
Der Schnegaer Mühlenbach ist als naturnahes Gewässer auf weiten Strecken nicht ausgebaut. Er verfügt über eine überwiegend kiesig-steinige Sohle mit flutender Wasservegetation. Der Bach wird streckenweise von naturnahen Laubwäldern, Hochstaudenfluren, Röhrichten und Seggenriedern begleitet. An mehreren Stellen sind Kleingewässer zu finden. Am Bachlauf liegen sechs Mühlenstaue, fünf davon sind mit einer Umflut versehen, um die Durchgängigkeit des Fließgewässers zu gewährleisten.
Die Niederung ist geprägt von unterschiedlich genutzten landwirtschaftlichen Nutzflächen sowie Waldflächen und Brachen. Die landwirtschaftlichen Nutzflächen sind überwiegend als Wiesen und Weiden genutztes Grünland, aber auch Ackerflächen.
Oberhalb von Schnega weitet sich der Talraum des Schnegaer Mühlenbachs zum Schnegaer Wiesenbruch. Hier sind feuchtes bis nasses Grünland und naturnahe Laub- und Bruchwälder auf grundwassernahen Standorten vorherrschend. Im Bereich des Wiesenbruchs befindet sich innerhalb des Naturschutzgebietes eine Fischteichanlage.
Zwischen Gledeberg und Schnega befindet sich eine aufgelassene Sandgrube. Hier ist Sandmagerrasen vorherrschend.
Der Schnegaer Mühlenbach mit seinen Zuflüsse und der Niederung sind Lebensraum zahlreicher, teilweise gefährdeter Tiere und Pflanzen. So kommen im Naturschutzgebiet u. a. Fischotter, Kammmolch, Bachneunauge, Bitterling, Bachmuschel sowie Rotmilan, Kranich, Neuntöter, Sperbergrasmücke, Schafstelze und Braunkehlchen vor.
Das Gebiet steht seit dem 31. Januar 2008 unter Naturschutz. Zuständige untere Naturschutzbehörde ist der Landkreis Lüchow-Dannenberg.